# Charadrius forbesi
Charadrius forbesi là một loài chim trong họ Charadriidae.